# Hypselodoris samueli
Hypselodoris samueli is een slakkensoort uit de familie van de Chromodorididae. De wetenschappelijke naam van de soort is voor het eerst geldig gepubliceerd in 2012 door Caballer & Ortea.